# ベンハム (DD-397)
|           |                                                                     |
| 艦歴      |                                                                     |
| 発注:     |                                                                     |
| 起工:     | 1936年9月1日                                                        |
| 進水:     | 1938年4月16日                                                       |
| 就役:     | 1939年2月2日                                                        |
| 退役:     |                                                                     |
| その後:   | 1942年11月15日に海没処分                                            |
| 除籍:     |                                                                     |
| 性能諸元  |                                                                     |
| 排水量:   | 満載 2,250トン                                                      |
| 全長:     | 340 ft 9 in (103.9 m)                                               |
| 全幅:     | 35 ft 6 in (10.8 m)                                                 |
| 吃水:     | 12 ft 10 in (3.9 m)                                                 |
| 機関:     | 2軸推進 50,000 shp                                                  |
| 最大速:   | 38.5ノット (71.3 km/h)                                              |
| 航続距離: | 6,500海里 (12,000 km) 12ノット(22.2km/h)時                          |
| 乗員:     | 士官、兵員251名                                                     |
| 兵装:     | 38口径5インチ砲4門 50口径機銃4基 21インチ魚雷発射管16門 爆雷軌条2基 |

ベンハム (USS Benham, DD-397)は、アメリカ海軍の駆逐艦。ベンハム級駆逐艦の1番艦。艦名はアンドリュー・E・K・ベンハム海軍少将に因む。その名を持つ艦としては2隻目。

## 艦歴
ベンハムは1936年9月1日にニュージャージー州カーニーのフェデラル・シップビルディング社で起工する。1938年4月16日にA・I・ドール（ベンハム少将の曾姪）によって命名、進水し、1939年2月2日に艦長T・F・ダーデン少佐の指揮下就役した。
ベンハムは大西洋艦隊に配属され、1939年の大半をニューファンドランド島沖の偵察に費やした後、メキシコ湾に移動した。その後太平洋への転属を命じられ、1940年4月14日に真珠湾に到着する。カリフォルニア沖とハワイ水域で交互に活動した後、ミッドウェー島へ海兵隊の航空機を運搬するエンタープライズ (USS Enterprise, CV-6) の護衛に当たる（1941年11月28日 - 12月8日）。太平洋戦争の開戦後はエンタープライズとサラトガ (USS Saratoga, CV-3) を中心とした任務部隊に加わり、1942年4月8日から25日まではドーリットル隊による東京空襲の護衛として第16任務部隊で任務に従事した。その後同部隊に所属しミッドウェー海戦に参加し（6月3日 - 6日）、航空母艦ヨークタウン (USS Yorktown, CV-5) の生存者720名と、駆逐艦ハムマン (USS Hammann, DD-412) の生存者188名を救助した。8月7日から9日にかけて行われたガダルカナル島およびツラギ島への上陸、8月23日から25日にかけて行われた第二次ソロモン海戦にも参加した。
ベンハムは1942年10月15日に第64任務部隊に加わり、ガダルカナル島への援護部隊として出撃した。11月14日、15日にガダルカナル島の戦いに参加する。11月15日の00:38、艦前方に魚雷が直撃、ベンハムは艦首部分を失い戦線を離脱する。かろうじて浮上したまま、15日は一日中低速でガダルカナル島へ向かう。しかしながら16:37にこれ以上の航行は不可能だとして艦の放棄が決定された。グウィン (USS Gwin, DD-433) がベンハムの生存者を救助し、ベンハムの船体は19:38に砲撃により処分された。
ベンハムは第二次世界大戦の戦功で5個の従軍星章を受章した。